# 1997年至1998年NBA赛季
1997-98赛季是NBA的第52个赛季。芝加哥公牛在总决赛中以4:2击败犹他爵士，获得三连冠，也是芝加哥公牛8年来第六次捧起总冠军奖杯。

## 值得关注的事
- 1998年NBA全明星赛在纽约的麦迪逊花园广场举行，东部明星队以135-114击败西部明星队。芝加哥公牛队的超级巨星迈克尔·乔丹拿下和他球衣号码相同的23分，并摘得MVP.而洛杉矶湖人队共有4名球员入选西部明星队，包括被称作"next Jordan"的科比·布莱恩特。

- 华盛顿子弹改名为华盛顿奇才，并且把主场由美国航空竞技场搬到MCI中心。

- 由于新建的飞利浦竞技场出现裂缝，亚特兰大鹰队不得不把主场赛事分别安排在佐治亚理工学院的亚历山大体育场和佐治亚圆顶球场举行。

- 1998年2月27日，波特蘭拓荒者隊創下了NBA一個不光彩的記錄，他們作客印第安納溜馬隊以59比124慘敗，65分之差不但成為NBA史上第二大差距，更成為NBA史上首支單場得分不及對手得分一半的球隊。

- 随着菲尔·杰克逊决定不再执教芝加哥公牛队，迈克尔·乔丹宣布了在赛季结束后退休的决定。本赛季是乔丹在公牛队的最后一个赛季。

- 本赛季NBA总决赛第三场赛事创造了两项新的总决赛记录，分别是分差最大（42分）和最低得分（54分，犹他爵士）.

## 成绩

### 东部联盟
| 球队            | 胜 | 负 | 胜率 | 落后场次 |
| --------------- | -- | -- | ---- | -------- |
| 迈阿密热火（2） | 55 | 27 | .671 | -        |
| 纽约尼克斯（7） | 43 | 39 | .524 | 12       |
| 新泽西网（8）   | 43 | 39 | .524 | 12       |
| 华盛顿奇才      | 42 | 40 | .512 | 13       |
| 奥兰多魔术      | 41 | 41 | .500 | 14       |
| 波士顿凯尔特人  | 36 | 46 | .439 | 19       |
| 费城76人        | 31 | 51 | .378 | 24       |

| 球队                | 胜 | 负 | 胜率 | 落后场次 |
| ------------------- | -- | -- | ---- | -------- |
| 芝加哥公牛（1）     | 62 | 20 | .756 | -        |
| 印第安那步行者（3） | 58 | 24 | .707 | 4        |
| 夏洛特黄蜂（4）     | 51 | 31 | .622 | 11       |
| 亚特兰大鹰（5）     | 50 | 32 | .610 | 12       |
| 克里夫兰骑士（6）   | 47 | 35 | .573 | 15       |
| 底特律活塞          | 37 | 45 | .451 | 25       |
| 密尔沃基雄鹿        | 36 | 46 | .439 | 26       |
| 多伦多猛龙          | 16 | 66 | .195 | 46       |

### 西部联盟
| 球队                | 胜 | 负 | 胜率 | 落后场次 |
| ------------------- | -- | -- | ---- | -------- |
| 犹他爵士（1）       | 62 | 20 | .756 | -        |
| 圣安东尼奥马刺（5） | 56 | 26 | .683 | 6        |
| 明尼苏达森林狼（7） | 45 | 37 | .549 | 17       |
| 休斯顿火箭（8）     | 41 | 41 | .500 | 21       |
| 達拉斯獨行俠        | 20 | 62 | .244 | 42       |
| 温哥华灰熊          | 19 | 63 | .232 | 43       |
| 丹佛掘金            | 11 | 71 | .134 | 51       |

| 球队              | 胜 | 负 | 胜率 | 落后场次 |
| ----------------- | -- | -- | ---- | -------- |
| 西雅图超音速（2） | 61 | 21 | .744 | -        |
| 洛杉矶湖人（3）   | 61 | 21 | .744 | 0        |
| 菲尼克斯太阳（4） | 56 | 26 | .683 | 5        |
| 波特兰开拓者（6） | 46 | 36 | .561 | 16       |
| 萨克拉门托国王    | 27 | 55 | .329 | 34       |
| 金州勇士          | 19 | 63 | .232 | 42       |
| 洛杉矶快船        | 17 | 65 | .207 | 44       |

|  | 赛区冠军 |

|  | 进入季后赛 |

(1)-（8）种子排名

## 个人数据统计
| -            | 球员            | 球队           | -     |
| 平均每场得分 | 迈克尔·乔丹     | 芝加哥公牛     | 28.7  |
| 平均每场篮板 | 丹尼斯·罗德曼   | 芝加哥公牛     | 15.0  |
| 平均每场助攻 | 罗德·斯特里克兰 | 华盛顿奇才     | 10.5  |
| 平均每场抢断 | 穆奇·布雷洛克   | 亚特兰大鹰     | 2.6   |
| 平均每场盖帽 | 马库斯·坎比     | 多伦多猛龙     | 3.7   |
| 投篮命中率   | 沙奎尔·奥尼尔   | 洛杉矶湖人     | 58.4% |
| 罚球命中率   | 克里斯·穆林     | 印第安那步行者 | 93.9% |
| 三分命中率   | 戴尔·埃利斯     | 西雅图超音速   | 46.4% |

## NBA奖项
- 最有价值球员：迈克尔·乔丹（芝加哥公牛）
- 最佳新秀：蒂姆·邓肯（圣安东尼奥马刺）
- 最佳防守球员：迪肯贝·穆托姆博（亚特兰大鹰）
- 最佳第六人：丹尼·曼宁（菲尼克斯太阳）
- 进步最快球员：阿伦·亨德森（亚特兰大鹰）
- 最佳教练：拉里·伯德（印第安那步行者）

NBA最佳第一阵容：
- 前锋-蒂姆·邓肯（圣安东尼奥马刺）
- 前锋-卡尔·马龙（犹他爵士）
- 中锋-沙奎尔·奥尼尔（洛杉矶湖人）
- 后卫-加里·佩顿（西雅图超音速）
- 后卫-迈克尔·乔丹（芝加哥公牛）

NBA最佳第二阵容：
- 前锋-文·贝克（西雅图超音速）
- 前锋-格兰特·希尔（底特律活塞）
- 中锋-大卫·罗宾逊（圣安东尼奥马刺）
- 后卫-蒂姆·哈德威（迈阿密热火）
- 后卫-罗德·斯特里克兰（华盛顿奇才）

NBA最佳第三阵容：
- 前锋-斯科特·皮蓬（芝加哥公牛）
- 前锋-格伦·莱斯（夏洛特黄蜂）
- 中锋-迪肯贝·穆托姆博（亚特兰大鹰）
- 后卫-米奇·里奇蒙德（萨克拉门托国王）
- 后卫-雷杰·米勒（印第安那步行者）

NBA最佳防守第一阵容：
- 前锋-斯科特·皮蓬（芝加哥公牛）
- 前锋-卡尔·马龙（犹他爵士）
- 中锋-迪肯贝·穆托姆博（亚特兰大鹰）
- 后卫-加里·佩顿（西雅图超音速）
- 后卫-迈克尔·乔丹（芝加哥公牛）

NBA最佳防守第二阵容：
- 前锋-查尔斯·奥科利（纽约尼克斯）
- 前锋-蒂姆·邓肯（圣安东尼奥马刺）
- 中锋-大卫·罗宾逊（圣安东尼奥马刺）
- 后卫-埃迪·琼斯（洛杉矶湖人）
- 后卫-穆奇·布雷洛克（亚特兰大鹰）

NBA最佳新秀阵容：
- 蒂姆·邓肯（圣安东尼奥马刺）
- 基斯·范霍恩（新泽西网）
- 扎诸纳斯·伊尔戈斯卡斯（克里夫兰骑士）
- 罗恩·墨塞（波士顿凯尔特人）
- 布莱文·奈特（克里夫兰骑士）

NBA最佳新秀第二阵容：
- 莫里斯·泰勒（洛杉矶快船）
- 塞德里克·亨德森（克里夫兰骑士）
- 蒂姆·托马斯（费城76人）
- 鲍比·杰克逊（丹佛掘金）
- 德雷克·安德森（克里夫兰骑士）